# الزرزورية (حمص)
الزرزورية قرية سورية تتبع ناحية خربة تين نور في منطقة حمص في محافظة حمص. بلغ عدد سكانها 1,117 نسمة في عام 2004 حسب إحصاء المكتب المركزي للإحصاء.